# Sebastián Zapirain
Sebastián Zapiranga Aguinaga (San Sebastián, 17 de noviembre de 1903-ibdem, 18 de enero de 1996) fue un político español.

## Biografía
Nació en San Sebastián el 17 de noviembre de 1903. Carpintero de profesión, a temprana edad se unió a la Federación local de Sociedades Obreras junto a su hermano Luis. En 1928 se afiliaría al Partido Comunista de España (PCE). Convertido en una de las principales figuras del comité central del PCE en las Vascongadas, también fue uno de los dirigentes del Socorro Rojo Internacional en España. Realizó un curso en la Escuela Leninista de Moscú, entre 1931 y 1932.
Durante las elecciones de 1933 fue candidato del PCE por la provincia de Vizcaya, si bien no obtuvo acta de diputado.
En 1936, cuando estalló la Guerra civil, se encontraba en Madrid y trabajaba como redactor de Mundo Obrero. Rápidamente se incorporó a la lucha, realizando funciones de instructor militar y comisario político. Llegó a ejercer como comisario del IV Cuerpo de Ejército durante la batalla de Guadalajara. Más adelante también ejerció como comisario político de la 39.ª División, y del XVIII Cuerpo de Ejército durante la Batalla de Brunete. En marzo de 1939, durante los últimos días de la contienda, huyó en avión de España junto a otros dirigentes comunistas. Tras llegar a Orán, pasó a la Unión Soviética, y posteriormente sería enviado en misión a Hispanoamérica.
Considerado un hombre fiable y no manchado por el «monzonismo», fue enviado desde México a España junto a Santiago Álvarez, con la misión de reorganizar el PCE en Madrid. No obstante, ambos serían detenidos por la policía franquista en agosto de 1945, siendo torturados.
Juzgado y condenado a muerte por las autoridades franquistas, pudo salvarse debido a una fuerte campaña internacional que logró forzar la conmutación de la pena de muerte. No obstante, Zapirain pasó diez años encarcelado en penal de Palencia. Cuando salió de la cárcel sería expulsado de España, pasando por México y Uruguay. Miembro del Comité Central, en 1956 el PCE le encargó la reconstrucción del Partido Comunista de Euskadi en París. No pasó mucho tiempo en Francia, ya que fue detenido y expulsado del país, instalándose en Checoslovaquia. Residió en este país durante dos décadas, realizando diversas funciones para el partido.
Regresó a España tras la muerte de Franco. Instalado en San Sebastián, falleció en esta ciudad el 18 de enero de 1996.